# Ilija Vălov
Ilija Vălov (Kneža, 29 dicembre 1961 – Vraca, 13 luglio 2024) è stato un calciatore e allenatore di calcio bulgaro, di ruolo portiere.

## Biografia
Valov collezionò 180 presenze con il Botev Vratsa dal 1981 al 1988.
Fu il secondo portiere di Borislav Mihaylov nella squadra nazionale bulgara alla Coppa del Mondo FIFA 1986. Con la Nazionale collezionò complessivamente 31 presenze. Durante la sua carriera parò 12 calci di rigore nella massima divisione del calcio bulgaro.
Dopo essersi ritirato da giocatore, Valov lavorò come allenatore dei portieri per il Cherno More Varna fino al 2004 prima di seguire l'allenatore Plamen Markov al CSKA Sofia.
Morì a Vraca il 13 luglio 2024 all'età di 62 anni, a causa di un'infezione polmonare.
Anche suo figlio Valentin Iliev divenne un calciatore, nonché tecnico dello CSKA 1948 Sofia II.